# 대한민국 형사소송법 제30조
대한민국 형사소송법 제30조는 변호인선임권자에 대한 형사소송법의 조문이다.

## 조문
제30조(변호인선임권자) ① 피고인 또는 피의자는 변호인을 선임할 수 있다.

②피고인 또는 피의자의 법정대리인, 배우자, 직계친족과 형제자매는 독립하여 변호인을 선임할 수 있다.

## 참조조문
제34조(피고인, 피의자와의 접견, 교통, 수진) 변호인 또는 변호인이 되려는 자는 신체구속을 당한 피고인 또는 피의자와 접견하고 서류 또는 물건을 수수할 수 있으며 의사로 하여금 진료하게 할 수 있다.

헌법 제12조 (4) 누구든지 체포 또는 구속을 당한 때에는 즉시 변호인의 조력을 받을 권리를 가진다. 다만, 형사피고인이 스스로 변호인을 구할 수 없을 때에는 법률이 정하는 바에 의하여 국가가 변호인을 붙인다.

## 참고 문헌
- 손동권 신이철, 새로운 형사소송법(초판, 2013), 세창, 2013. ISBN 9788984114081

## 같이 보기
- 변호인
- 대한민국 헌법 제12조
- 대한민국 형사소송법 제34조